# Suburgatory
'Suburgatory' és una sèrie de televisió, estrenada als Estats Units el 28 de setembre del 2011 a la cadena ABC.

## Sinopsi
La sèrie explica la vida d'un pare divorciat que decideix allunyar-se de Nova York i anar a viure als afores, per poder donar a la seva filla de 15 anys una vida millor.

## Personatges
- Jane Levy com Tessa Altman
- Jeremy Sisto com George Altman
- Carly Chaikin com Dalia Royce
- Rex Lee com Mr. Wolfe
- Allie Grant com Lisa Shay
- Alan Tudyk com Noah Werner
- Cheryl Hines com Dallas Royce
- Ana Gasteyer com Sheila Shay
- Maestro Harrell com Malik